# Гай Веллей Патеркул (консул 60 року)
Гай Веллей Патеркул (лат. Gaius Velleius Paterculus; ? — після 60) — державний та військовий діяч часів ранньої Римської імперії, консул-суффект 60 року.

## Життєпис
Походив з роду Веллеїв. Син Гнея Веллея Патеркула, історика та державного діяча часів імператора Тиберія. Про молоді роки замало відомостей. Між 39 та 45 роками як легат очолював III Легіон Авґуста в провінції Африка. Можливо, брав участь у придушенні повстання в Мавританії.
У липні 60 року за імператора Нерона призначено консулом-суффектом разом з Марком Манілієм Вопіском. Згідно з повідомленнями Сенеки і Тацита під час каденції Патеркула спостерігалася комета.